# Beaver-Klasse
Die Beaver-Klasse war eine Klasse von drei 14-Kanonen-Sloops der britischen Marine, die von 1761 bis 1784 in Dienst stand.

## Geschichte
Der Entwurf der Klasse wurde von dem Surveyor of the Navy William Bately nach den Linien des ehemaligen französischen Schiffes Aurora entworfen. Er gehörte mit dem der Favourite-Klasse zu den ersten Sloops, welche für die britische Marine mit einer Vollschifftakelung, zu dieser Zeit auch als Fregatttakelung bezeichnet, gebaut wurden. Aus diesem Grund wurden entsprechende Schiffe während des Siebenjährigen Krieges inoffiziell auch als Fregatten angesprochen. Gegenstücke der französischen Marine waren zum Beispiel die Korvetten der Calypso-Klasse.
Alle drei Schiffe wurden für einen Festpreis von 9 Pfund pro Tonne bei drei zivilen Werften in Rotherhithe bestellt und im Mai 1760 auf Kiel gelegt und bis Februar 1761 in Dienst gestellt.

## Einheiten
| Name    | Bauwerft                                             | Bestellung     | Kiellegung   | Stapellauf        | Fertigstellung | Indienststellung | Verbleib                                                                   |
| ------- | ---------------------------------------------------- | -------------- | ------------ | ----------------- | -------------- | ---------------- | -------------------------------------------------------------------------- |
| Beaver  | Werft von Robert Inwood, Rotherhithe                 | 24. April 1760 | 19. Mai 1760 | 3. Februar 1761   | 25. März 1761  | Februar 1761     | Im Mai 1783 aufgelegt und am 17. Juli 1783 in Deptford für 830 £ verkauft  |
| Martin  | Werft von John Randall, Cuckold’s Point, Rotherhithe | 24. April 1760 | 9. Mai 1760  | 7. Februar 1761   | 3. April 1761  | Februar 1761     | Im April 1784 aufgelegt und am 1. Juli 1784 in Deptford für 895 £ verkauft |
| Senegal | Werft von Henry Bird, Globe Stairs, Rotherhithe      | 24. April 1760 | Mai 1760     | 24. Dezember 1760 | 30. April 1761 | Februar 1761     | Am 22. November 1780 in Gorée explodiert                                   |

## Technische Beschreibung
Die Klasse war als Batterieschiff mit einem durchgehenden Geschützdeck konzipiert und hatte eine Länge von 29,29 Metern (Geschützdeck) bzw. 24,35 Metern (Kiel), eine Breite von 7,62 Metern und einen Tiefgang von 3,73 Metern, bei einer Vermessung von 283 7⁄94 tons (bm). Die Schiffe waren Rahsegler mit drei Masten (Fockmast, Großmast und Kreuzmast). Die Beplankung war kraweel ausgeführt, das heißt, die Enden der Planken stießen stumpf aufeinander, so dass eine glatte Außenfläche entstand.
Die Bewaffnung bestand aus vierzehn 6-Pfünder-Kanonen und zusätzlich zwölf ½-Pfünder-Drehbassen, mit einem Geschossgewicht von 20,41 Kilogramm.

## Besatzung
Die Besatzung hatte eine Stärke von 125 Mann (Offiziere und Unteroffiziere bzw. Mannschaften).

## Bemerkungen
1. ↑  Üblicherweise wurde bei der Bewaffnung die Bestückung mit Drehbassen nicht mitgezählt.